# Ahmad Fuad Mohieddin
Ahmad Fuad Mohieddin (en árabe: فؤاد محيى الدين‎; Delta del Nilo, 11 de enero de 1926-El Cairo, 5 de junio de 1984) fue un médico y político egipcio, que se desempeñó como primer ministro de la República Árabe de Egipto entre 1982 y 1984.

## Biografía
Nació en 1926, hijo de un granjero del delta del Nilo. Estudió en la Facultad de Medicina de la Universidad de El Cairo, recibiendo un doctorado en radiología.
En 1957 fue electo a la Asamblea Nacional. Fue secretario general del sindicato de médicos y en 1965 fue electo secretario provincial de la Unión Árabe Socialista. Entre 1968 y 1974 sirvió sucesivamente como gobernador de Oriental, de Alejandría y de Guiza.
En 1974 fue nombrado ministro de Gobierno Local de Egipto y luego ministro de Salud. En mayo de 1980, fue designado vice primer ministro por Anwar el-Sadat (quien asumió las funciones de primer ministro a la par de presidente), quedando a cargo de supervisar el trabajo del gabinete y desempeñándose como portavoz del gobierno. Fue también secretario general del Partido Nacional Democrático.
El 2 de enero de 1982 fue designado primer ministro de Egipto por el presidente Hosni Mubarak. Falleció por un ataque al corazón durante el ejercicio del cargo, el 5 de junio de 1984.